# カポディモンテ
カポディモンテ（伊: Capodimonte）は、イタリア共和国ラツィオ州ヴィテルボ県にある、人口約1,700人の基礎自治体（コムーネ）。
ボルセーナ湖に面した街で、街を支配していたフランスの要塞がある。

## 地理

### 位置・広がり
ヴィテルボ県のコムーネ。県都ヴィテルボから北西へ22kmの距離にある。

#### 隣接コムーネ
隣接するコムーネは以下の通り。
- ボルセーナ
- グラードリ
- ラーテラ
- マルタ
- モンテフィアスコーネ
- ピアンサーノ
- サン・ロレンツォ・ヌオーヴォ
- トゥスカーニア
- ヴァレンターノ

### 気候分類・地震分類

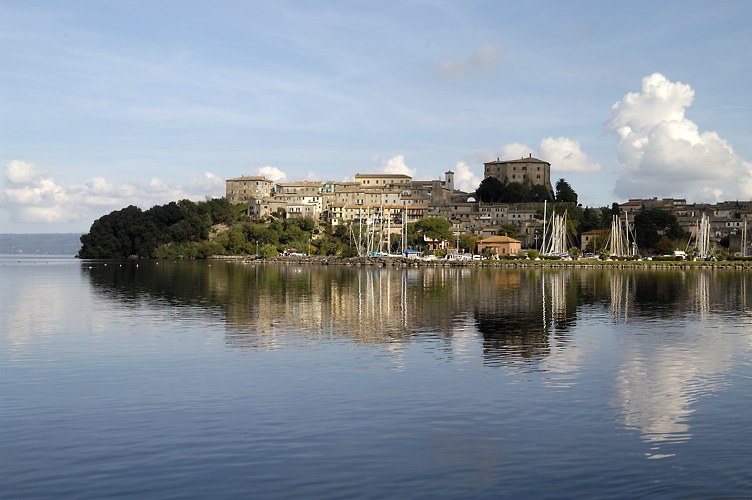
多くの観光客がいる街の眺望

カポディモンテにおけるイタリアの気候分類 (it) および度日は、zona D, 2014 GGである。
また、イタリアの地震リスク階級 (it) では、zona 2B (sismicità media) に分類される。